# Mosstjärnen (Skillingmarks socken, Värmland)
Mosstjärnen är en sjö i Eda kommun i Värmland och ingår i Göta älvs huvudavrinningsområde.